# L'infanzia di Gesù
L'infanzia di Gesù (Jesus von Nazareth: Prolog - Die Kindheitsgeschichten) è un saggio sulla figura storica di Gesù, pubblicato da papa Benedetto XVI (Joseph Ratzinger) nel 2012. La versione italiana è edita da Rizzoli Editore, mentre l'originale tedesco è stato pubblicato da Verlag Herder.
È il terzo di tre volumi che, nel loro insieme, ripercorrono la vita di Gesù. Il primo è stato pubblicato nel 2007 con il titolo Gesù di Nazaret, e tratta della vita pubblica di Gesù dal battesimo fino alla trasfigurazione. Il secondo, pubblicato nel 2011, prende in esame la sua passione, morte e risurrezione in Gerusalemme. Il presente volume è dedicato all'infanzia e alla "vita nascosta" di Gesù.

## Edizioni
- Joseph Ratzinger / Benedetto XVI, 	L'infanzia di Gesù, Rizzoli - Libreria Editrice Vaticana, 2012, 173 pp., ISBN 881706422X
- Joseph Ratzinger – Benedikt XVI: Jesus von Nazareth. Prolog – Die Kindheitsgeschichten, Casa Editrice Verlag Herder, Friburgo, Basilea, Vienna, 2012, ISBN 978-3-451-34999-7